# Henckelia coodei
Henckelia coodei är en tvåhjärtbladig växtart som beskrevs av Brian Laurence Burtt. Henckelia coodei ingår i släktet Henckelia och familjen Gesneriaceae. Inga underarter finns listade i Catalogue of Life.